# Сириньяэн
Сириньяэн (порт. Sirinhaém) — муниципалитет в Бразилии, входит в штат Пернамбуку. Составная часть мезорегиона Мата-Пернамбукана. Входит в экономико-статистический микрорегион Мата-Меридиунал-Пернамбукана. Население составляет 36 483 человека на 2007 год. Занимает площадь 379 км². Плотность населения — 96,2 чел./км².

## История
Город основан в 1614 году.

## Статистика
- Валовой внутренний продукт на 2005 год составляет 141 961 000 реалов (данные: Бразильский институт географии и статистики).
- Валовой внутренний продукт на душу населения на 2005 год составляет 4313 реалов (данные: Бразильский институт географии и статистики).
- Индекс развития человеческого потенциала на 2000 год составляет 0,633 (данные: Программа развития ООН).

## География
Климат местности: тропический с летними дождями. В соответствии с классификацией Кёппена, климат относится к категории As´.